# Ioannes Paulus II Peninsula
Ioannes Paulus II Peninsula är en halvö på Sydshetlandsöarna i Antarktis. Argentina, Chile och Storbritannien gör anspråk på området.
Terrängen inåt land är platt åt nordväst, men åt sydost är den kuperad. Havet är nära Ioannes Paulus II Peninsula norrut. Trakten är obefolkad. Det finns inga samhällen i närheten. 